# خمسات
موقع خمسات هو موقع إنترنت خدمي لتقديم الخدمات المصغرة تابع لشركة حسوب التي قامت بشرائه عام 2011، تقوم فكرة الموقع على تقديم خدمات مصغرة تبلغ قيمتها بداية من 5 دولار أمريكي مع إمكانية مضاعفاتها، حاز الموقع على المركز الأول في مسابقة عالم التقنية لأفضل المواقع العربية لعام 2011. بلغ عدد مستخدمي الموقع أكثر 300 ألف مستخدم وتجاوزت مبيعاته المليون دولار عام 2014

## التاريخ
بدأت خمسات عندما قام المدون المصري رؤوف شبايك بكتابة مقالة باللغة الإنجليزية ووضع لها رابطا في أحد أقسام موقع ريديت وطلب من القراء تقييمها والتعليق عليها وقد قدم أحدهم نقدا شاملا ومجموعة من النصائح لكتابة مقالات مفيدة وأوضح في نهاية نقده أنه يقدم خدمات النقد والتقييم مقابل خمس دولارات عبر موقع فايفر (وهو موقع يقوم على نفس الفكرة التي يقوم عليها موقع خمسات)، ومن هنا قام رؤوف شبايك بأخذ هذه الفكرة وطبقها لينشئ موقع باللغة العربية يقدم نفس الخدمة ولكن بصورة مختلفة مستهدفا المتحدثين بالعربية وهذا ما حدث عام 2010.

## جوائز
شارك موقع خمسات في مسابقة موقع عالم التقنية لأفضل مشاريع الويب العربية للعام 2011 وأحرز المركز الأول من ضمن مجموعة من مشاريع الويب المتميزة التي شاركت في المسابقة وقد حصل الموقع على جائزة مالية قدرها 15,000 ريال سعودي مقدمة من شركة الإتصالات السعودية الراعي الرسمي لهذه المسابقة.

## بيع موقع خمسات
بعد مشاركة خمسات في مسابقة عالم التقنية قرر رؤوف شبايك بيع موقع خمسات وذلك لانشغاله بأعماله الأخرى وأهمها التدوين لكنه أراد أن يظل خمسات متميزا كما هو وأن لا يتحول لموقع يعرض عشرات الإعلانات المزعجة المتحركة في كل صفحة، أو يسمح بخدمات قليلة الجودة مقابل المال وهذا ما دعاه لاختيار العرض الذي قدمته شركة حسوب لشراء الموقع رغم كمية العروض التي طرحت لشراء خمسات وقد أعلن عن شراء شركة حسوب لموقع خمسات بتاريخ 1/7/2012 و بيع الموقع بـ 10,000 دولار على أن يكون جزء من المبلغ عبارة عن رصيد لرؤوف شبايك في شبكة إعلانات حسوب.

## مع شركة حسوب
حسوب هي إحدى الشركات الناشئة والتي يقع مقرها في المملكة المتحدة وتعمل على إيجاد حلول وخدمات إنترنت ومنصات ويب مستهدفة بذلك منطقة الشرق الأوسط وشمال أفريقيا، ظهرت حسوب بداية كمنصة إعلانية موجهة للمنطقة العربية وبالفعل نجحت الشركة في استقطاب مجموعة كبيرة من المعلنين والناشرين من المواقع العربية وهذا ما أعطى المستخدم العربي الثقة في هذه الشركة الناشئة.
بعد شراء موقع خمسات انتهجت حسوب تطوير الموقع بصورة مستمرة وفي أقل من شهر على شرائها لخمسات حظي خمسات بأكثر من 1000 مستخدم جديد و850 خدمة جديدة يتم بيعها على الموقع بالإضافة إلى زيادة المبيعات إلى الضعف مما كانت عليه من قبل وحسب بيان صحفي صادر عن الموقع عبر بيان بريس خدمة نشر وتوزيع البيانات الصحفية التابعة لحسوب فإن عدد المستخدمين وصل إلى 10,000 مستخدم في خمسات وأصبحت هنالك حلول جديدة فيما يخص عمليات الدفع وقد أبدى رؤوف شبايك عبر مدونته الشخصية عن رضاه عن هذه الصفقة وأكد أن خمسات ستكون في أيدي أمينة مع شركة حسوب.

## الإيرادات
القسم الأكبر من عائدات مبيعات خمسات للخدمات المصغرة تحول كأرباح للبائعين من مقدمي الخدمات المصغرة، بينما يحصل الموقع على إيرادات بنسبة 20% كعمولة من الطلبات وهو ما يساوي دولار واحد عن كل عملية بيع التي يتم إعادة استثمارها في مشاريع أخرى بنفس أطر عمل الشركة.

## شراء الخدمات
تتبع طريقة شراء الخدمات على الموقع خطوات معينة:
- البحث باستخدام مربع البحث.
- تصفح الخدمات: يمكن تصفح الخدمات المرتبة تبعاً للتسلسل الزمني أو التقييم الأعلى أو تلك الأكثر مبيعا.
- تفحص الأقسام: يمكن اختيار قسمٍ من الأقسام الموجودة في الموقع: (تصميم، كتابة وترجمة، برمجة وتطوير….).
- ويمكن عبر طلب خدمة ما في حال عدم توافرها ضمن وسوم مجموعات الخدمات المتاحة.

## وصلات خارجية
- مَوقع خمسات الرسمي
- مدونة خمسات